# All-pay-Auktion
Die All-pay-Auktion ist eine spezielle Form der Auktion. Die Bieter in dieser Auktion müssen hierbei alle ihre Gebote auch zahlen (all pay), unabhängig davon, welcher Bieter den Zuschlag erhält. Es gibt zwei (drei) Grundformen: Bei der Amerikanischen Versteigerung sowie der Pennyauktion bestimmt sich der Sieger nach dem Ablauf der Auktionszeit. Alle Einsätze sind meist gleich hoch, Sieger ist der letzte Bieter, der bei der Pennyauktion zusätzlich einen aus der Anzahl der Gebote ermittelten Endpreis zahlen muss. Bei der anderen Form geben eine unbestimmte Zahl an Bietern oder Gruppen von Bietern verdeckt Gebote bei einem Auktionator ab. Nach Ablauf einer Frist werden die Gebote verglichen, derjenige Bieter oder diejenige Gruppe von Bietern mit dem höchsten (Gesamt-)Gebot erhält den Zuschlag, bei gleich hohen Geboten wird die Ware bzw. das Auktionsobjekt geteilt. Dieser Artikel behandelt diese zweite Form.

## Anwendung
In der Praxis kommt es nicht zu einer Anwendung dieses Auktionsmodells, da es als unfair empfunden wird. Es ist jedoch in der Auktionstheorie ein Modell, mit dem vor allem die ökonomischen Wirkungen von Lobbyarbeit, Bestechungen und Parteispenden erklärt werden.
Die Bieter sind bei Parteispenden die Spender, die Auktionsware ist der Partei- oder Kandidatensieg und der Verkäufer, also Empfänger, sind die Parteien bzw. die Wahlkampfmanager dahinter. Die Bietenden spenden, damit ihr Kandidat/ihre Partei gewinnt. Nach dem Modell gewinnt dann diejenige Partei, die mehr Spenden empfangen und im Wahlkampf verwendet hat. Alle Bieter sind aber unabhängig vom Wahlergebnis um ihre Spenden ärmer.
Anwendungsmöglichkeiten als Auktion gibt es bei dem Spielegenre Play by eMail.